# Glockengießerei Eijsbouts

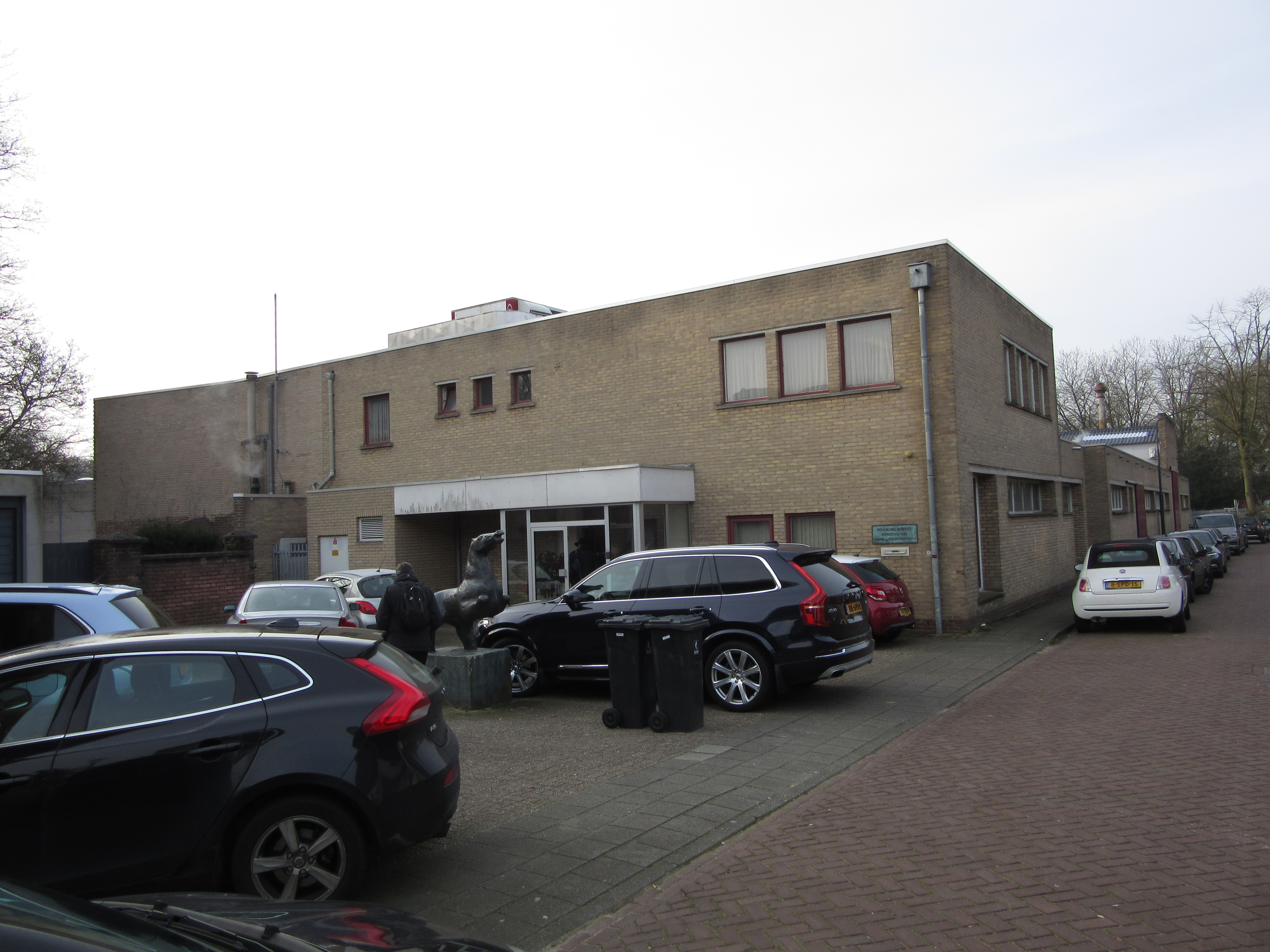
Glockengießerei Eijsbouts (Bürogebäude, Außenansicht)

Die Glockengießerei Eijsbouts (vollständiger Name: Koninklijke Eijsbouts Klokkengieterij en Fabriek van Torenuurwerken B.V., auch Royal Eijsbouts genannt) ist eine Glockengießerei und Turmuhrenfabrik in Asten (Niederlande).
Das Unternehmen wurde 1872 von Bonaventura Eijsbouts gegründet. Obwohl er als Uhrmacher ausgebildet worden war, hatte er ein besonderes Interesse an sehr großen Uhren und begann mit einer Werkstatt zur Herstellung von Turmuhren. Im Jahr 1893 kam sein Sohn Johan Eijsbouts in den Betrieb; mit ihm wurde das Unternehmen um eine Glockengießerei erweitert.

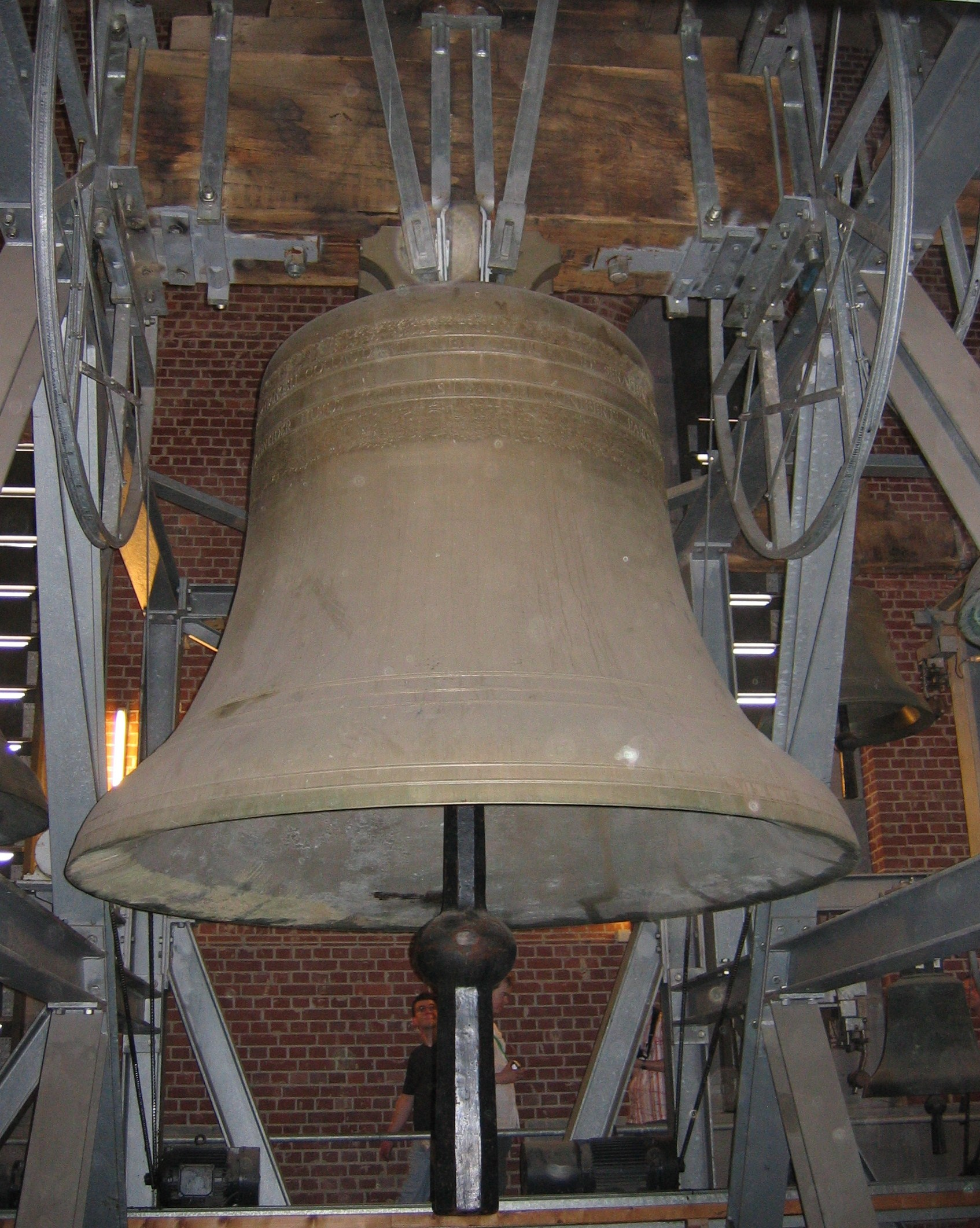
Bourdon-Glocke (f0) von St. Kunibert in Köln (Guss 1990)
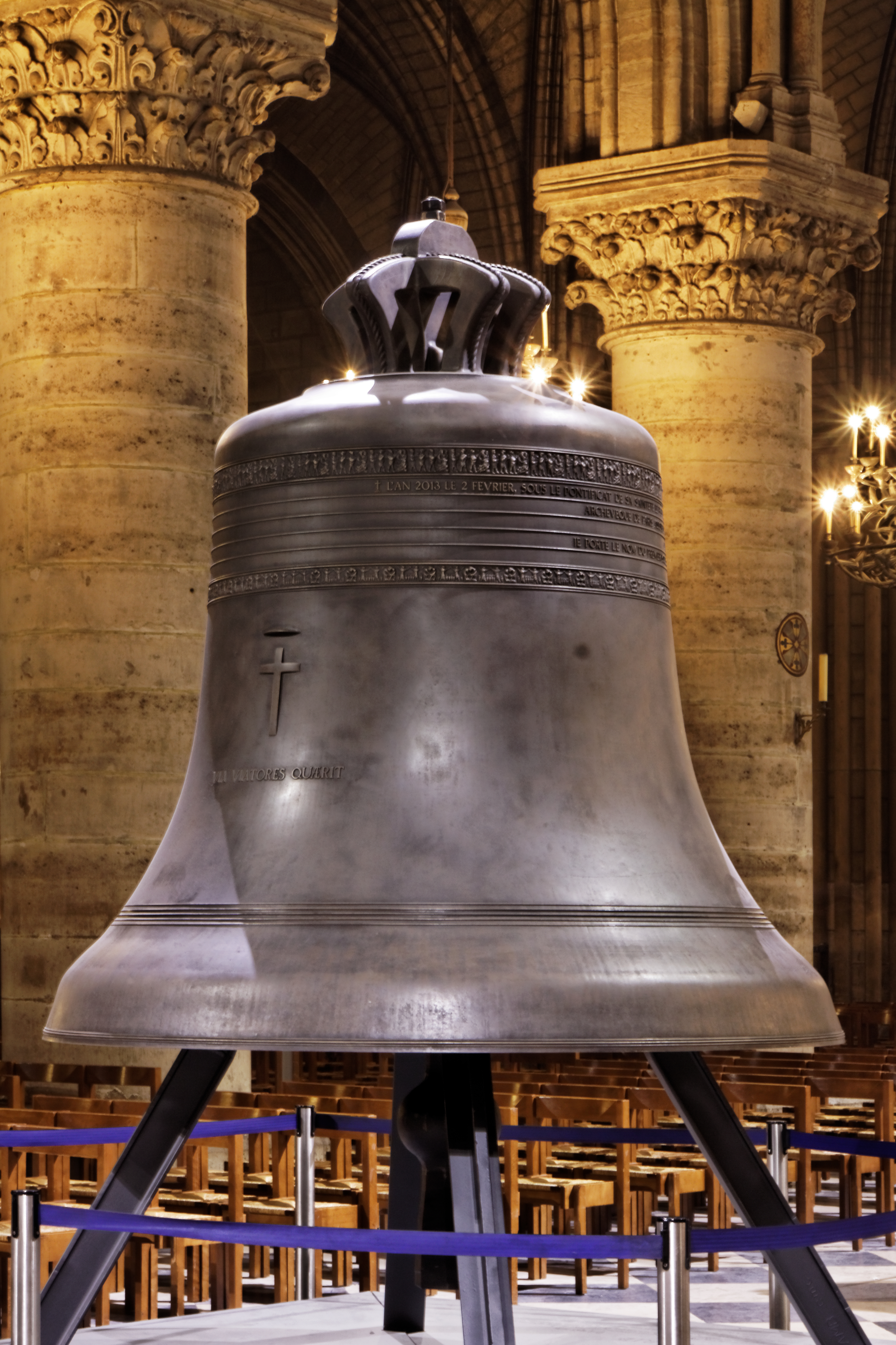
Der Bourdon Marie (gis0) für Notre Dame in Paris (Guss 2012)
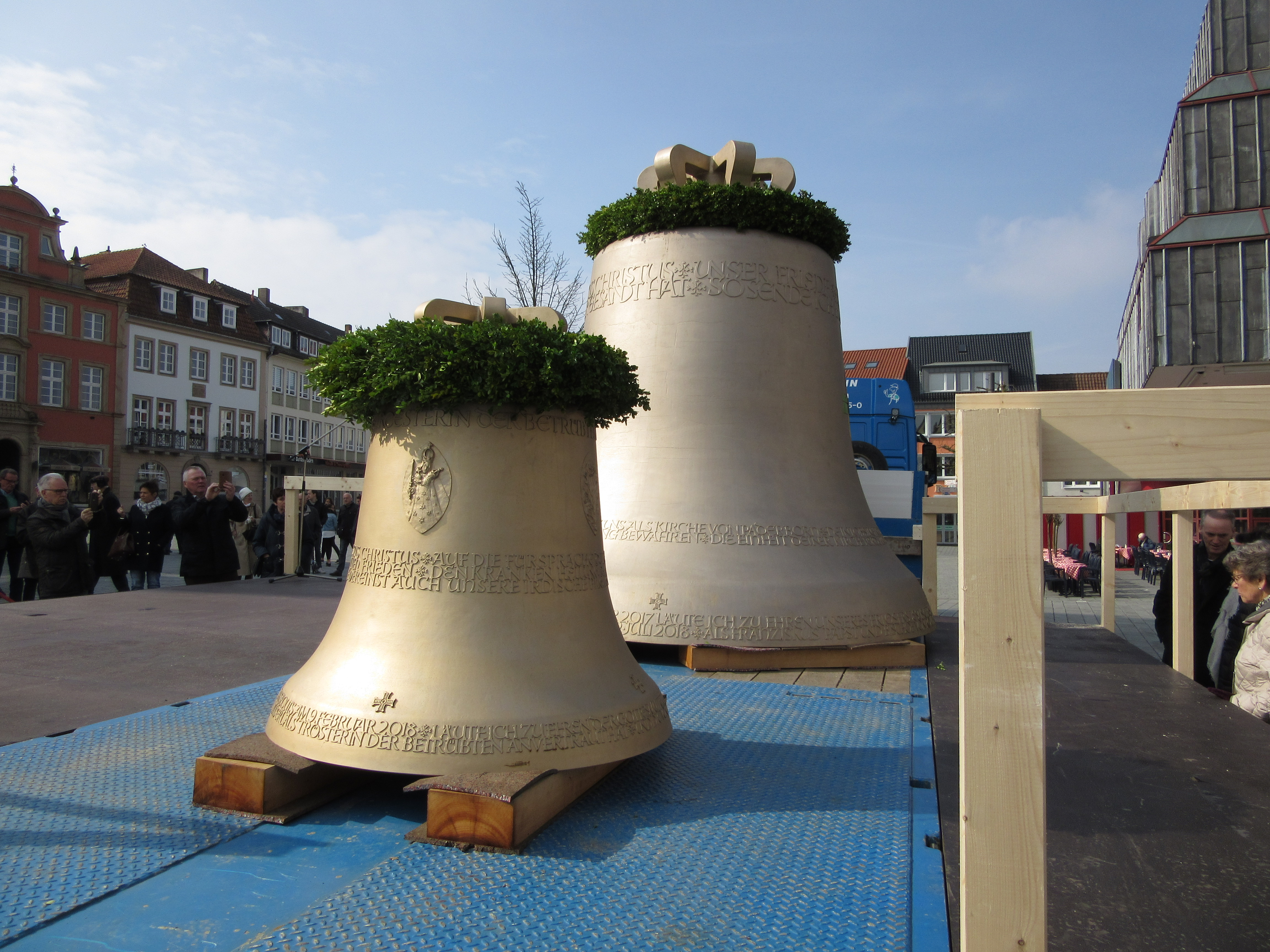
Christus-Friedens-Glocke (e0) & Marien-Glocke (gis1) für den Paderborner Dom (Guss 2017/2018)

## Glocken und Geläute
(unvollständig)
- (D) Schloss Johannisburg in Aschaffenburg, Carillion (48 Glocken, 4 Oktaven, 1969 installiert)
- (D) Mariahilfkirche, München-Au (60 Glocken, 5 Oktaven; Bayerns größtes Carillon)
- (D) Marienkirche (Ahrensbök), drei Glocken von 2019 (e1, g1, a1), als Ersatz für drei Gussstahlglocken von Ulrich & Weule.
- (D) Marienkirche (Eilenburg), eine Glocke von 2019 zu einer vorhandenen Glocke von Hans Hillger
- (D) Rathaus (Fürth), 25 Glocken eines Glockenspiels, seit 2007.
- (D) St. Peter und Paul (Bad Driburg), fünf Glocken von 2020 (c1, e1, g1, f2, b2), zu vier Glocken von Petit & Gebr. Edelbrock von 2000 (f1, a1, c2, d2).
- (D) St. Laurentius (Erwitte), eine Glocke von 2018 (g0), zu acht vorhandenen Glocken der Gießerei Petit & Gebr. Edelbrock.
- (D) St. Kunibert (Köln), vier Glocken von 1990 (f0, b0, as1, b1), zu vier vorhandenen Glocken (des1, f1, c2, d2).
- (D) St. Mariä Himmelfahrt (Köln), insgesamt drei Glocken, zwei von 1996 (dis1, fis1), eine von 2002 (ais1), zu vier vorhandenen Glocken (h0, dis2, fis2, gis2).
- (D) Propsteikirche Herz Jesu (Lübeck), zwei Glocken von 2013 (d1, e1), zu einer (g1) von der Fa. Otto aus Bremen-Hemelingen von 1898.
- (D) Paderborner Dom, insgesamt zwei Glocken, eine von 2017 (e0,[1] größte Glocke in NRW nach der Petersglocke im Kölner Dom), eine von 2018 (gis1), zu sechs vorhandenen Glocken vom Bochumer Verein. (Die 13,5 t schwere e-Glocke wurde in der von Eijsbouts geschaffenen Form in einer Schiffsschraubengießerei in Zaltbommel gegossen, da Eijsbouts keinen ausreichend großen Schmelzofen hatte.)
- (F) Notre-Dame de Paris, eine Glocke von 2012 (gis0)
- (NL) Domkirche St. Laurentius (Rotterdam), eine Glocke von 1948 (e1)
- (NL) St. Martinuskerk (Tegelen), insgesamt vier Glocken, drei von 1947 (f1, g1, a1), eine von 1948 (d1), zu einer (c3) von 1900.